# 55-й окремий полк зв'язку (Україна)
55-й окремий полк зв'язку (55 ОПЗ, в/ч А1671) — з'єднання військ зв'язку Сухопутних військ Збройних сил України. Місце дислокації — Рівне.

## Історія полку до Незалежності України.
Згідно з Директивою Генерального штабу формування 55 окремого полку  розпочалося 5 липня 1941 року на базі вже існуючого армійського 675 окремого батальйону зв'язку. Пунктом формування було обрано селище Козаки Єлецького району Орловської області. Першим командиром 55 окремого полку зв’язку був призначений капітан Груша Йосип Іванович. 30 жовтня 1941 року після виходу разом з частинами 13 загальновійськової армії з оточення в районі Стара Гута завершив своє остаточне формування 55 окремий полк зв’язку. З 2 листопада 1941 року частина вже в новому складі забезпечувала зв'язком командування та штаб об'єднання.
Наказом Верховного Головнокомандувача Збройних Сил СРСР від 6 серпня 1943 року полку було вручено Бойовий Прапор.
В лютому 1944 року полк брав участь у Рівненсько-Луцькій наступальній операції та звільненні міста Рівне.
Указом Президії Верховної Ради СРСР від 9 серпня 1944 року за зразкове виконання завдань командування в боях з німецько-фашистськими загарбниками при прориві оборони на Львівському напрямку та виявлені при цьому доблесть і мужність полк зв’язку нагороджено орденом Червоного Прапора.
Наказом Верховного Головнокомандувача Збройних Сил СРСР №14 від 19 лютого 1945 року за відмінне забезпечення зв’язком частин 13 Армії в боях за звільнення міста Петроків-Трибунальський (Польща) полку присвоєно найменування ПЕТРОКІВСЬКИЙ.
2516 км від Єльця до Праги пройшли з боями воїни нашого полку. Уряд високо оцінив заслуги особового складу полку перед Батьківщиною, нагородивши більше 800 військовослужбовців орденами та медалями.
У 1945 році 55 окремий полк зв’язку закінчив свій бойовий шлях і прибув у пункт постійної дислокації - місто Рівне.
В період з 1 по 20 березня 1947 року командир 55 окремого Петроківського Червонознаменного полку зв’язку 13 Армії полковник Лаженцев приступив до формування 679 окремого батальйону зв’язку 13 Армії. 20 березня 1947 року батальйон був сформований і перейменований на «Петроківський Червонознаменний» батальйон зв'язку який увійшов у склад військ 13 Армії з місцем дислокації – місто Рівне.
В період з 13 листопада по 15 грудня 1948 року 679 Окремий Петроківський Червонознаменний батальйон зв’язку переформований в 55 Окремий Петроківський Червонознамений полк зв’язку.
55 Окремий Петроківський Червонознамений полк зв’язку увійшов у склад військ 13 армії Прикарпатського військового округу.

## Історія полку за часів Незалежності України
З проголошенням незалежності України особовий склад полку на чолі з командиром полку полковником Віленом Мартиросяном 23 грудня 1991 року одним з першим серед військових формувань колишнього Радянського Союзу, що дислокувались на території України, склав присягу на вірність українському народові. Присяга відбулася в урочистій обстановці на центральній площі м. Рівне.[1]
З 1 листопада 1995 року введене умовне найменування військова частина А1671.
У 2000 році полку було вручено Диплом Міжнародного відкритого Рейтингу популярності та якості товарів і послуг “Золота фортуна” та нагороджено орденом “За трудові досягнення” 4 ступеня за №176 за високі трудові досягнення та заслуги перед українським народом. Ця нагорода “Золотої фортуни” стала достойною оцінкою трудових звершень військового колективу полку.
На виконання Державної програми реформування та розвитку Збройних Сил України на період до 2005 року, вимог директиви Міністра оборони України у липні 2004 року 55 окремий полк зв’язку реформований в 55 окремий лінійно-вузловий полк зв’язку.
У травні 2005 року особовий склад полку брав участь у показових заняттях з розгортання рухомих пунктів управління армійського корпусу для керівного складу військ зв’язку Збройних Сил України та слухачів Національної академії оборони України. Начальник Генерального штабу – Головнокомандувач Збройних Сил України та начальник зв’язку Збройних Сил – заступник начальника Генерального штабу Збройних Сил України дали високу оцінку підготовці до занять та польовому вишколу особового складу полку.
4 травня 2006 року 55 окремому полку зв’язку, першому з полків зв’язку Збройних Сил України, було вручено Бойовий Прапор (український стяг).
Військовослужбовці полку неодноразово брали участь у таких навчаннях:
- 2007 рік -  «Артерія 2007»
- 2010  рік - «Взаємодія 2010»
- 2011 рік - «Адекватне реагування - 2011»
- 2012 рік - «Перспектива – 2012»,
- 2013 року  - «Осінній циклон 2013».

31 жовтня 2013 року 55 Окремий полк зв'язку перепідпорядкований командувачу військами оперативного командування «Північ».
30 грудня 2013 55-й окремий лінійно-вузловий полк зв'язку було переформатовано у 55-ту окрему Петроківську ордена Червоного Прапора бригаду зв'язку, згідно спільної директиви Міністерства оборони України та Генерального штабу Збройних Сил України від 2 вересня 2013 року.
30 березня 2015 року 55 Окрема бригада зв'язку перепідпорядкована командувачу військ оперативного командування «Захід».
23 грудня 2015 року 55 окрема Петроківська ордена Червоного прапора бригада зв'язку перейменована в 55 окрему бригаду зв'язку.
У 2016 році 55 окрема бригада зв'язку переформована в 55 окремий полк зв'язку.

## Миротворча діяльність
В період з травня по червень 2000 року з військовослужбовці полку були в складі миротворчого контингенту місії ООН у Лівані.
В період з червня 2000 року по вересень 2001 року військовослужбовці військової частини були в складі миротворчого контингенту місії ООН у Югославії (Косово).
Також військовослужбовці у різні періоди були в складі миротворчого контингенту місій у Іраці, Конґо, Ліберії, Сьєрра-Леоне.

## Бойовий шлях під часАнтитерористичної операції на сході України/Операції об'єднаних сил(2014-2018)
З початком проведення антитерористичної операції на території Донецької та Луганської областей військовою частиною був сформований зведений підрозділ зв’язку, який весною вирушив на схід держави, де в районі с. Орєхово Луганської області розгортав командний пункт Сектору “А” та забезпечував зв'язком частини в ході ведення бойових дій в районах міст Щастя, Лисичанськ, Сєвєродонецьк, Красний Лиман та боїв за населений пункт Металіст Луганської області.
Протягом літа 2014 року екіпажі зведеного підрозділу забезпечували зв’язок в ході деблокування частин, які знаходились в аеропорту міста Луганськ, крім того, підрозділ виконував завдання із підвозу матеріальних засобів заблокованим підрозділам, інженерного обладнання позицій загальновійськових підрозділів, забезпечував супровід і перевезення конвою під час доставки боєприпасів на вогневі позиції.
Також протягом липня – серпня 2014 року підрозділ забезпечував зв’язок в інтересах посадових осіб Сектору “Д” в населених пунктах Солнцево, Амвросївка, Кутейникове Донецької області, а також проводив евакуацію пошкодженої техніки, в тому числі і з району Савур-Могили.
Екіпажі продовжували виконувати завдання по забезпеченню зв’язку в тому числі і в ході бойових дій в районі блок-постів №31, 32 на “Бахмутській трасі”.
Протягом 2014 – 2018 років особовий склад 55 опз в складі екіпажів також виконував бойові завдання в районах населених пунктів Оріхове, Металіст, Стукалова Балка, Земляне, Лиман, Весела Гора, Щастя, Побєда, Біла Гора, Трохізбенка, Станиця Луганська, Новоохтирка, Сєвєродонецьк, Лисичанськ, Рубіжне, Георгівка, Жолобок, Райгородне, Креміна, Бахмутівка, Черовний Жовтень, Кринське, Геївка, Савур-Могила, Старобешево, Кутейникове.

## Бойовий шлях під часРосійського вторгнення в Україну (з 2022)
З початку повномасштабного вторгнення особовий склад, сили та засоби військового зв’язку були задіяні для забезпечення зв’язку, залучався для розгортання радіомереж ліній дистанційного управління.
З середини 2022 року підрозділи військової частини виконують бойові завдання в районі ведення бойових дій. Особовий склад по теперішній час здійснює розгортання та експлуатаційно-технічне обслуговування командних пунктів, мобільних опорних мереж зв’язку, ретрансляційних пунктів, встановлює камери відеоспостереження на лінії бойового зіткнення на запорізькому напрямку.

## Нагороди особового складу полку
За проявлені у бойових діях героїзм та мужність, успішне виконання бойових завдань військовослужбовці полку нагороджені державними нагородами: орденом Богдана Хмельницького – 2, орденом “За мужність” ІІІ ст. – 11, орденом Данила Галицького – 1, медаллю “За військову службу Україні” – 5, медаллю “За бездоганну службу ІІІ ступеня” – 6, медаллю “Захиснику Вітчизни” – 2.
Військовослужбовці військової частини нагороджені: нагрудним знаком «Знак Пошани» - 3, нагрудним знаком «За зразкову службу» - 4, почесним нагрудним знаком «За досягнення у військовій службі» ІІ ступеня – 1, почесним знаком ГК ЗСУ «За взірцевість у військовій службі» ІІІ ступеня – 5; почесним знаком ГК ЗСУ «За взірцевість у військовій службі» ІІ ступеня – 5; почесним знаком ГК ЗСУ «За взірцевість у військовій службі» І ступеня – 8; почесним знаком ГК ЗСУ «За досягнення у військовій службі» І ступеня – 3; відзнакою КСВ ЗСУ медаллю «За особливу службу» ІІІ ступеня – 1; почесний нагрудний знак ГК ЗСУ «Сталевий Хрест» - 10; почесний нагрудний знак ГК ЗСУ «Золотий Хрест» - 4; почесний нагрудний знак ГК ЗСУ «Хрест Військова честь» - 6; почесний нагрудний знак КСВ ЗСУ «За службу» - 4; відзнакою МОУ «Вогнепальна зброя» - 3; нагрудний знак МОУ «Знак Пошани» - 2; нагрудний знак МОУ «За військову доблесть» 1.
Крім того, 218 військовослужбовців нагороджені відзнакою Міністерства оборони України, 76 – відзнакою Головнокомандувача Збройних Сил України, 9 – відзнакою Командувача об’єднаних сил, 1 – відзнакою Командувача об’єднаних сил “Козацький Хрест” ІІ ст., 9 – відзнакою Командувача об’єднаних сил “Козацький Хрест” ІІІ ст. та 6 – відзнакою Командувача військ ОК «Захід».

## Командування
- Мартиросян Вілен Арутюнович (1991—1992);
- Беркасов Сергій Федорович (1992—1997);
- Довбня Володимир Вікторович (1997—1998);
- Денисюк Віктор Павлович (1998—2002);
- Савенко Олександр Васильович (2002—2004);
- Патапов Сергій Миколайович (2004—2014);
- Кяго Олександр Миколайович (2014—2019);
- Антонюк Олександр Леонідович (2019—2023);
- Коровченко Денис Володимирович (2023 — до тепер).

## Символіка
На емблемі полку в чорно-зеленому чотиридільному щиті зображено срібний ламаний хрест.

## Втрати
1. 17 листопада 2023 року внаслідок раптової хвороби помер Таран Олександр Володимирович — капітан, командир роти радіорелейного батальйону [2]